# اندرو والاس هادریل
اندرو والاس هادریل (انگلیسی: Andrew Wallace-Hadrill; ۲۹ ژوئیهٔ ۱۹۵۱ – ) مورخ، و باستان‌شناس کلاسیک اهل بریتانیا بود.
وی همچنین برندهٔ جوایزی همچون عضو آکادمی بریتانیا و افسر نشان امپراتوری بریتانیا شده‌است.